# Mlinar (priimek)
Mlinar je 178. najbolj pogost priimek v Sloveniji, ki ga je po podatkih Statističnega urada Republike Slovenije na dan 31. decembra 2007 uporabljalo 975 oseb, na dan 1. januarja 2010 pa 980 ljudi ter je bil po uporabi med vsemi najpogostejšimi priimki na 174 mestu. 

## Znani nosilci priimka
- Andreja Mlinar, knjigarka, Schwentnerjeva nagrajenka za življenjsko delo
- Angelika Mlinar (*1970), pravnica in političarka (koroška Slovenka)
- Anton Mlinar (*1952), rimskokatoliški teolog, prof.
- Antonio Delamea Mlinar (*1991), nogometaš
- Bedita Mlinar, knjigarka (Konzorcij, otroški oddelek)
- Branko Mlinar (1923—2010), geograf, statistik (brat Zdravka M.)
- Ciril Mlinar - "Cic" (*1954), dokumentarni fotograf, jamar, potapljač, podvodni snemalec
- Eva Mlinar (*1985), umetnostna zgodovinarka, ilustatorka
- Fran Mlinar-Cigale (1887—1972), pravnik, skladatelj
- Franci Mlinar (*1953), gospodarstvenik
- Ivan Mlinar (1869—1946), politik in časnikar
- Ivan Mlinar (1897—1980), zgodovinar
- Janez Mlinar (1941—2020), smučarski tekač
- Janez Mlinar (*1971), zgodovinar
- Jožica Mlinar (*1959), kulturna delavka v Cerknici
- Ljubica Mlinar, novinarka in TV voditeljica
- Marija Mlinar - Maruša (1912—1943), komunistka, partizanka
- Marija Mlinar, glasbena pedagoginja, doc.
- Marija Terpin Mlinar, zgodovinarka, muzealka v Idriji
- Marijana Mlinar, pevka
- Martin Mlinar (1935—2024), politik, preds. ZZD Skupščine SRS, vodja slovenske delegacije v Zboru republik in pokrajin Skupščine SFRJ
- Maruša Mlinar, plavalka
- Mateja Mlinar, atletinja, tekačica
- Matija Mlinar (*1983), gorski tekač
- Miha Mlinar, arheolog, muzealec
- Peter Mlinar, bobnar
- Rudi Mlinar (*1950), amaterski gledališčnik, pisatelj, dramatik
- Sanja Mlinar Marin, pianistka, pevka zabavne glasbe
- Uroš Mlinar, knjižničar
- Viktor Mlinar (*1966), alpinist
- Vinko Mlinar (1953/4?—1982), alpinist, planinski delavec
- Vlado Mlinar, šahist (prvak Slovenije 1948)
- Zdravko Mlinar (*1933), sociolog, univerzitetni profesor, akademik